# Temerowce
Temerowce (ukr. Темирівці) – wieś na Ukrainie, w  obwodzie iwanofrankiwskim, w rejonie halickim, nad Łomnicą.